# Dan Brown
Daniel Gerhard Brown (ur. 22 czerwca 1964 w Exeter) – amerykański pisarz, autor powieści sensacyjnych, m.in. głośnej powieści Kod Leonarda da Vinci opublikowanej w 2003.

## Życiorys
Jest najstarszym dzieckiem Constance, organistki kościelnej i Richarda, nauczyciela matematyki.
Jest absolwentem Phillips Exeter Academy, ekskluzywnej szkoły średniej z internatem, w której uczył jego ojciec. W 1986 ukończył Amherst College. Zanim rozpoczął karierę pisarską, zajmował się muzyką, wydał dwa nagrania, jednak nie zdobyły one popularności. Następnie uczył języka angielskiego w swojej byłej szkole, Phillips Exeter. Nauczał także języka hiszpańskiego w szkole podstawowej. Od 1996 zajmuje się pisaniem powieści.  Jego żona Blythe, z którą pobrali się w 1993, jest z zawodu ilustratorką i historykiem sztuki.
Brown jest jednym z najpopularniejszych współczesnych autorów, łączny nakład jego wszystkich książek przekroczył ponad 170 milionów egzemplarzy. Najbardziej znaną powieść Browna, Kod Leonarda da Vinci, przetłumaczono na kilkadziesiąt języków i sprzedano w ilości ponad 80 milionów egzemplarzy.
W 2005 „Time” umieścił Browna na liście 100 najbardziej wpływowych osób świata.
Książki Browna wykorzystują w fabule wiadomości z zakresu historii, sztuki, religii i teorii spiskowych. Jego twórczość ma wyraźnie chrześcijański wydźwięk, jednak niezgodny z ortodoksyjnymi poglądami na historię chrześcijaństwa. Wśród ortodoksów budzą swoją zawartością liczne kontrowersje i stają się zjawiskiem społecznym. Spore emocje wzbudziła powieść Kod Leonarda da Vinci, której zarzucono nieprawdziwe odmalowanie historii Kościoła rzymskokatolickiego, jak również Opus Dei. Krytycy i uczeni zarzucają mu wiele błędów z zakresu historii, teologii i historii sztuki. Gwałtowne zainteresowanie książką stało się nawet źródłem dochodowej formy turystyki – oprowadzania turystów po miejscach wiążących się z fabułą książki.

## Powieści
- Cyfrowa twierdza (Digital Fortress, 1998)
- Anioły i demony (Angels and Demons, 2000); adaptacja filmowa: 2009
- Zwodniczy punkt (Deception Point, 2001)
- Kod Leonarda da Vinci (The da Vinci Code, 2003); adaptacja filmowa: 2006
- Zaginiony symbol (The Lost Symbol, 2009); adaptacja serialowa[4]: 2021
- Inferno (Inferno, 2013); adaptacja filmowa: 2016
- Początek (Origin, 3 października 2017 r.)
- Tajemnica tajemnic (The Secrets of Secrets, 9 września 2025 r.)